# Kalevi Sorsa
Kalevi Sorsa foi um político finlandês , do Partido Social Democrata da Finlândia. Nasceu em 1930 , em Virrat, na Finlândia, e morreu em 2004 em Helsínquia, na Finlândia. Foi Primeiro-ministro da Finlândia em  1972-1975, 1977-1979 e 1982-1987.